# Київська історико-юридична школа
Київська історико-юридична школа (школа істориків західноруського права) — об'єднана спільними методологічними підходами та науковими інтересами щодо вивчення державних установ та права Великого князівства Литовсько-Руського група вчених, яка сформувалася на юридичному факультеті Київського університету Святого Володимира в 60-х рр. XIX ст. Засновниками школи були: професор кафедри законів державного благоустрою, декан юридичного факультету (1848—1861 рр.), ректор цього університету (1862—1865 рр.) М. Д. Іванишев та його учні М. Ф. Владимрський-Буданов і Ф. І. Леонтович. До представників київської історико-юридичної школи крім М. Д. Іванишева, М. Ф. Владимрського-Буданова і Ф. І. Леонтовича також належали Г. В. Демченко, О. О. Малиновський, М. О. Максимейко, М. М. Ясинський, О. Я. Шпаков (учні М. Ф. Владимрського-Буданова) та Ф. В. Тарановський (учень Ф. І. Леонтовича).
Заслуга названих вчених полягає у тому, що вони вперше поставили питання про існування окремого (хоч і у складі загальноросійського), західноруського, тобто українського і білоруського права, зі своїми специфічними особливостями. А це вже був крок до виокремлення історії держави та права України в самостійну науку (за В. М. Зарубою).